# Stazione di Kushiro (Hokkaidō)
La stazione di Kushiro (釧路駅?, Kushiro-eki) è una stazione ferroviaria che serve la città di Kushiro in  Hokkaidō. È collegata al capoluogo di Sapporo in circa 3 ore e 35 minuti col treno più veloce, il Super Ōzora.
Ogni giorno circa 1200 persone usano la stazione.